# Decatur County, Tennessee
Decatur County är ett administrativt område i delstaten Tennessee, USA, med 11 757 invånare. Den administrativa huvudorten (county seat) är Decaturville.

## Geografi
Enligt United States Census Bureau har countyt en total area på 893 km². 865 km² av den arean är land och 29 km² är vatten.

### Angränsande countyn
- Benton County - nord
- Perry County - öst
- Wayne County - sydost
- Hardin County - syd
- Henderson County - väst
- Carroll County - nordväst

### Städer och samhällen
- Decaturville (huvudort)
- Parsons
- Scotts Hill (delvis i Henderson County)